# Evropská silnice E36
Evropská silnice E36 je evropskou silnicí 1. třídy. Začíná v Berlíně a končí v polském městě Bolesławiec. Celá trasa měří zhruba 240 kilometrů. V Bolesławieci se E36 napojuje na nejdelší evropskou silnici E40, která je dlouhá přes 8000 kilometrů a začíná v Calais.

## Trasa
- Německo
  - Berlín – Lübben – Lübbenau – Chotěbuz – Forst (Lužice)

- Polsko
  - Żary – Zaháň – Bolesławiec

## Galerie

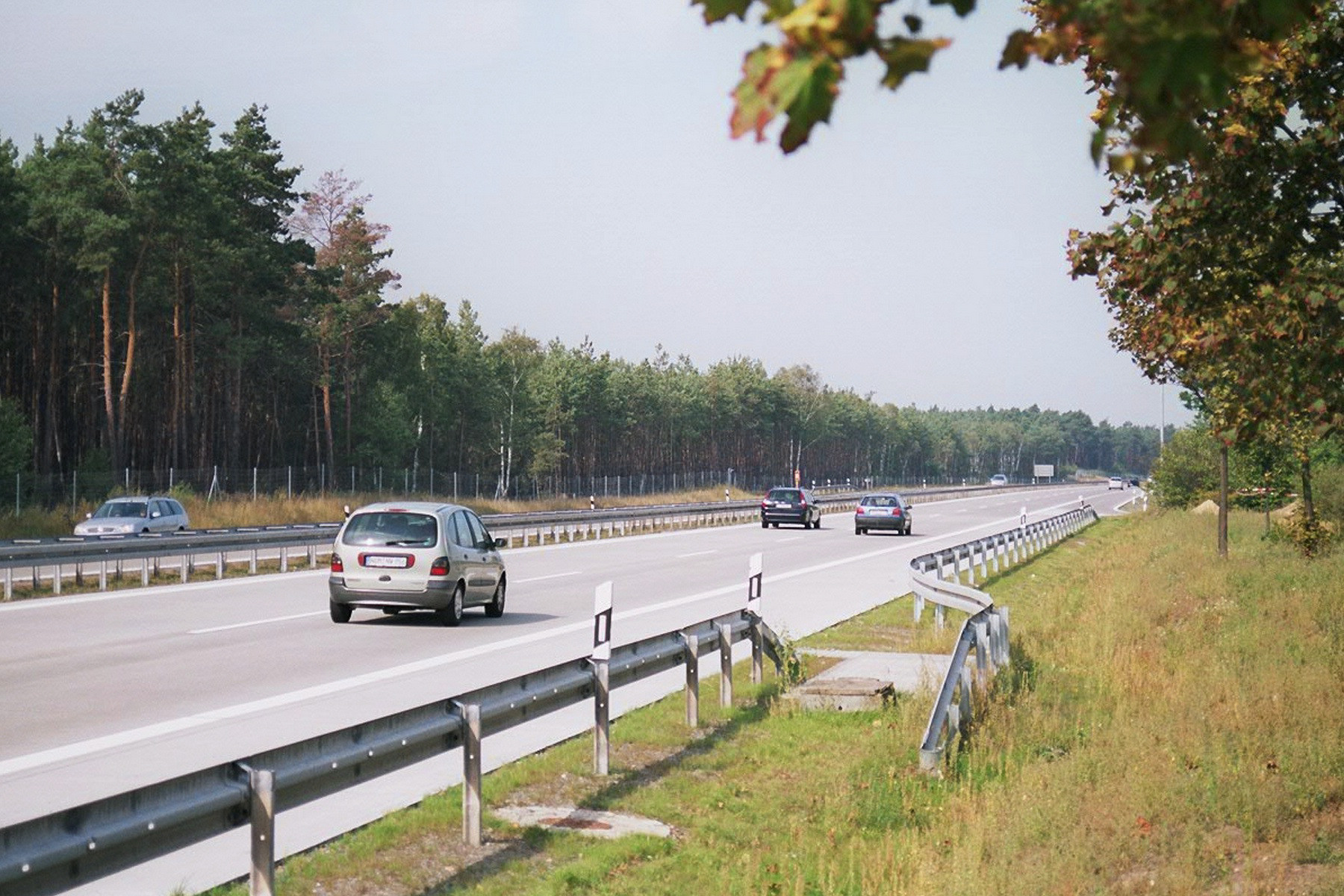
E36 jako německá dálnice A13
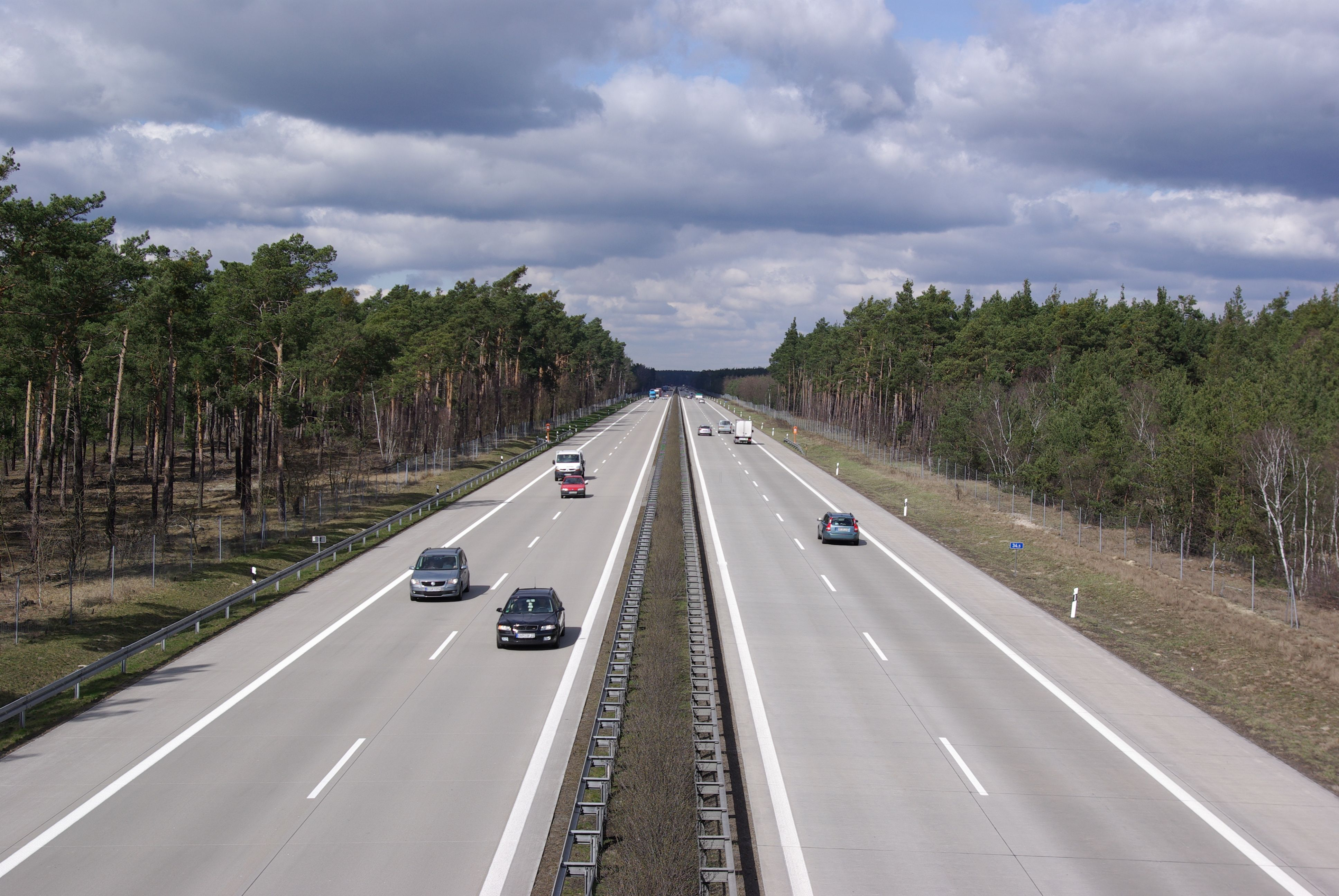
E36 jako německá dálnice A13
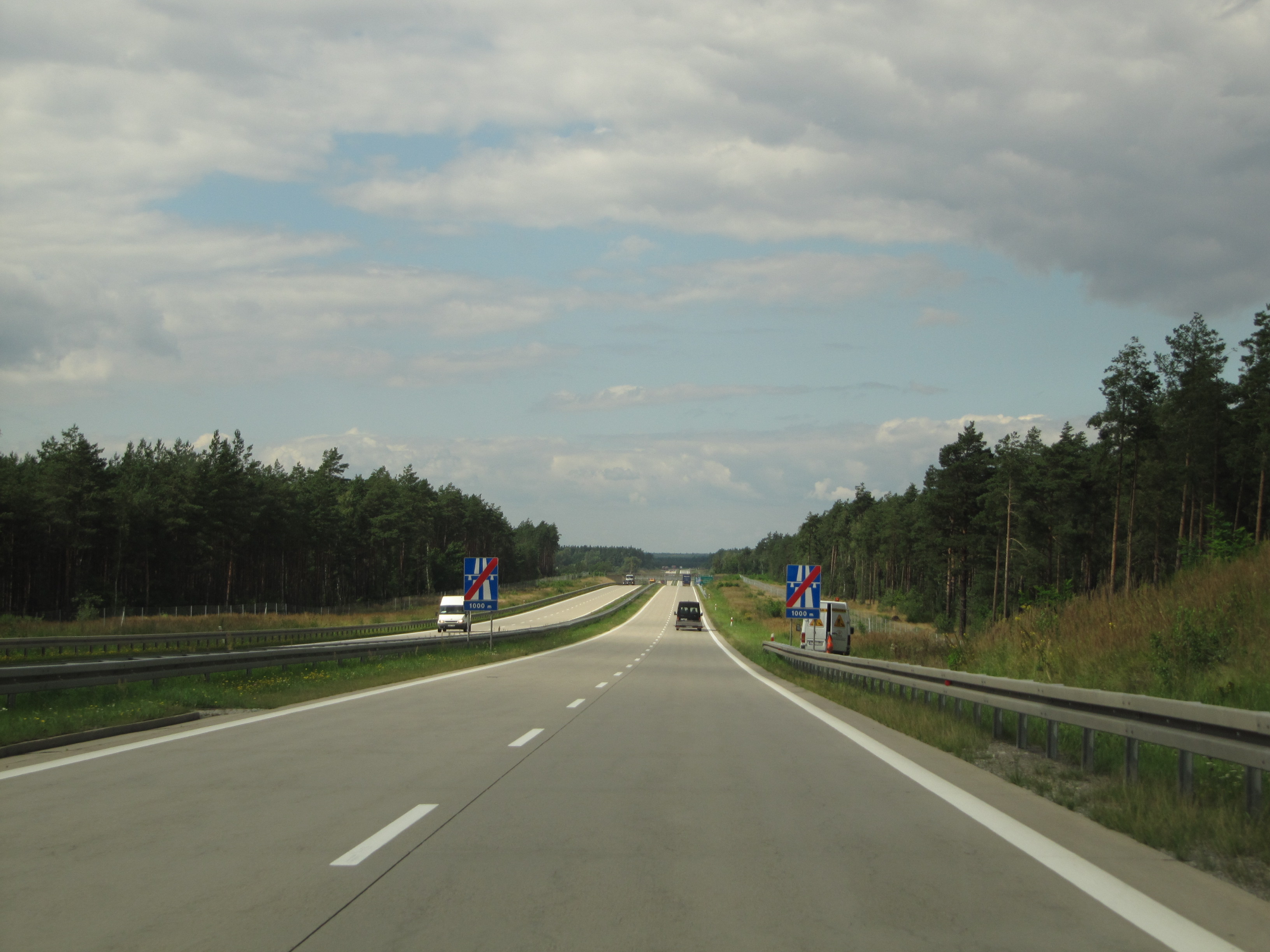
E36 jako polská dálnice A18